# Turdus ruficollis
Il tordo golarossa (Turdus ruficollis Pallas, 1776) è un uccello della famiglia dei turdidi. A volte viene considerato come una sottospecie di Turdus atrogularis. Studi più recenti considerano le due specie separate. Il nome scientifico deriva dal latino Turdus "tordo" e ruficollis deriva da rufus, "rosso", e collum, "collo".
È una specie migratrice paleartica. Si riproduce nella Siberia orientale fino alla Manciuria settentrionale, per poi migrare nelle stagioni più fredde nella Cina occidentale, nel Myanmar e nell'India nord-orientale. Questa specie è molto rara nell'Europa dell'est. Il suo areale si sovrappone a quello del tordo dalla gola nera. Turdus ruficollis è un grosso tordo dal dorso grigio chiaro e le ali rossastre. Il maschio adulto si caratterizza per avere un piumaggio nella zona della gola di colore rosso, mentre le femmine e gli esemplari giovani hanno le parti inferiori striate di nero.